# Comté de Hayes
Le comté de Hayes est un comté de l'État du Nebraska, aux États-Unis. Son siège est la ville de Hayes Center.